# Frans Van Der Drift
Frans Van Der Drift (1884-1971) est un architecte néerlandais.

## Biographie
Après l'Académie royale des beaux-arts de Bruxelles, il travaille comme dessinateur auprès de l'architecte Jean-Baptiste Dewin puis d'Adolphe Pirenne.
Proche des mouvements communistes et anarchistes, et notamment de War Van Overstraeten, il s'associe à Paul Rubbers. Ensemble, ils se partagent le premier prix du concours en 1922 pour une école de bienfaisance à Mont-sur-Marchienne, et signent des maisons ouvrières et un projet non retenue mais salué de cité-jardin à Schaerbeek,.
Il écrit dans les revues Au Volant et Le Geste, fondées par Pierre et Victor Bourgeois, avec lequel il s'associe entre 1919 et 1920.
Comme chef d'atelier de l'agence d'Albert Van huffel à partir de 1923, il participe aux travaux préparatoires pour l'édification de la Basilique de Koekelberg. Avec Léo de Waegh, il signe un monument commémoratif à Ixelles.
Après une vie de bohème à Paris, il s'installe à Constantine (Algérie) pour y construire des villas puis revient en France, à Uzès, dans les années 1950. De retour en Belgique lors de la décennie suivante, il meurt à Forest.
Son fils, né vers 1910, porte le même prénom, collabore à Bruxelles dans les années 1930 à des revues artistiques.